# Заслуженный учитель школы РСФСР
Заслу́женный учи́тель шко́лы РСФСР — почётное звание РСФСР. Установлено 11 января 1940 года Указом Президиума Верховного Совета РСФСР.

## История
Впервые это звание было установлено Указом Президиума Верховного Совета РСФСР от 11 января 1940 года «Об установлении почётных званий РСФСР — Заслуженного учителя школы и Заслуженного врача».
28 марта 1975 года Указом Президиума Верховного Совета РСФСР был учреждён нагрудный знак «Заслуженный учитель школы РСФСР».
18 июля 1956 года Указом Президиума Верховного Совета РСФСР было установлено почётное звание Заслуженного мастера профессионально-технического образования РСФСР и Заслуженного учителя профессионально-технического образования РСФСР.
Указом президента РФ от 30 декабря 1995 года № 1341 «Об установлении почётных званий Российской Федерации, утверждении положений о почётных званиях и описания нагрудного знака к почётным званиям Российской Федерации» было введено новое почётное звание «Заслуженный учитель Российской Федерации» взамен прежнего.

## Присвоение
Звание «Заслуженный учитель школы РСФСР» присваивалось высокопрофессиональным учителям, преподавателям, воспитателям и другим работникам дошкольных учреждений, общеобразовательных учреждений всех видов, учреждений дополнительного (внешкольного) образования, детских домов, учреждений начального, среднего профессионального образования, учреждений высшего педагогического образования, институтов повышения квалификации работников образования, органов управления образованием, научно-исследовательских институтов системы образования за заслуги в педагогической и воспитательной деятельности, обеспечивающей получение обучающимися и воспитанниками глубоких знаний, развитие и совершенствование их творческого потенциала, в создании инновационных учебно-методических пособий, программ, авторских методик, участии в научно-методическом обеспечении образовательного процесса и работавшим по специальности 15 и более лет.